# Apobaetis futilis
Apobaetis futilis är en dagsländeart som först beskrevs av Mcdunnough 1931.  Apobaetis futilis ingår i släktet Apobaetis och familjen ådagsländor. Inga underarter finns listade i Catalogue of Life.